# Щитоподібна залоза

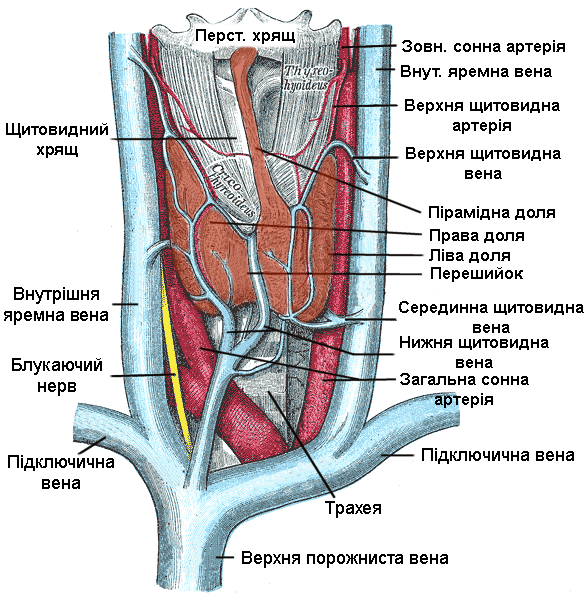
Кровопостачання та венозний дренаж щитоподібної залози.

Щитоподібна залоза (лат. glandula thyroidea) — непарний орган ендокринної системи, який складається з двох часток, перешийка та рудиментарної пірамідної частки. Розташований на передній поверхні шиї, попереду трахеї, і є периферійним гіпофіз-залежним органом ендокринної системи, який регулює основний обмін і бере участь в регуляції обміну кальцію.
Українська назва щитоподібної залози є калькою її латинської назви — лат. glandula thyroidea, дос. «залоза у формі щита-туреоса».

## Анатомія
Щитоподібна залоза має капсулу — фіброзну оболонку, яка формує внутрішній та зовнішній листки, між якими знаходиться жирова клітковина, в якій проходять позаорганні судини, вени, та гілочки зворотних нервів. Зовнішній шар спереду сформований претрахеальною пластинкою фасції шиї (лат. lamina pretrachealis fasciae cervicalis), яка переходить в каротидну пластинку ззаду та латерально. 
- Спереду щитоподібну залозу покривають грудинно-щитоподібний (m. sternothyroideus) та під'язиково-щитоподібний м'язи (m. sternohyoideus) (див. мал. ліворуч).
- Латерально — грудинно-ключично-сосцеподібний м'яз (m. sternocleidomastoideus).
- На задній поверхні щитоподібна залоза фіксована до перстнеподібного хряща, кілець трахеї та до нижнього констриктора глотки — підвішуючою зв'язкою[1][2].

Завдяки сполученню з гортанню щитоподібна залоза піднімається і опускається при ковтанні, зміщується в бік — при повороті голови. Іннервується залоза симпатичними, парасимпатичними і соматичними нервовими гілками. У залозі чимало інтерорецепторів.

### Кровопостачання
Щитоподібна залоза добре постачається кров'ю (вона посідає перше місце серед органів за кількістю крові, яка протікає за одиницю часу на одиницю маси). Здійснюється воно парними верхніми і нижніми щитоподібними артеріями. Як анатомічний варіант, у 3—10 % людей буває непарна артерія (лат. a. thyroidea ima), яка бере початок від дуги аорти або від плечоголовного стовбура. Ця артерія підходить до перешийка ЩЗ і віддає гілки до медіальних відділів правої і лівої часток. Щитоподібні артерії розгалужуються між фасціальною і власною капсулами залози, лягають на поверхню її часток, проникають всередину паренхіми.

### Венозний дренаж
Венозна сітка залози розвинена краще, ніж артеріальна. Дрібні вени зливаються і утворюють сітку великих судин. З них формуються парні верхні, середні та нижні щитоподібні вени, які впадають у внутрішні яремні і плечеголовні вени. Біля нижнього краю перешийка залози міститься непарне венозне щитоподібне сплетення, з якого кров через нижні щитоподібні вени відводиться в плечеголовні вени.

## Гістологія

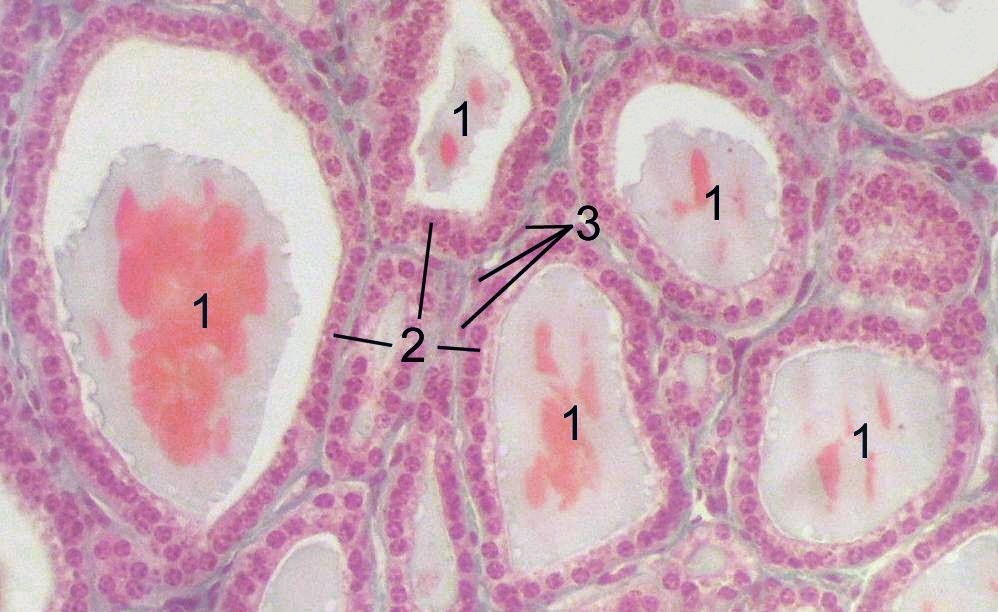
На мікрофотографії зображена гістологічна картина щитоподібної залози:
Фолікул, заповнений колоїдом (1), клітини фолікулярного епітелію (2), ендотеліальні клітини (3)

ЩЗ зовні покрита сполучнотканинною капсулою, від якої всередину органа відходять перегородки, що ділять її на часточки. Строму часточок складає пухка волокниста сполучна тканина, в якій міститься густа сітка гемокапілярів синусоїдного типу. Структурно-функціональна одиниця щитоподібної залози — фолікул, порожнина якого заповнена щільною та в'язкою, жовтуватого кольору, масою — колоїдом, основним компонетом якого є тиреоглобулін. У колоїді є також мукополісахариди і нуклепротеїди — протеолітичні ферменти, які належать до катепсинів, та інші речовини. Виробляється колоїд епітеліальними клітинами фолікулів і безперервно надходить у їх порожнину, де накопичується. Кількість колоїду і його консистенція залежать від фази секреторної діяльності і можуть бути різними в різних фолікулах. Паренхіму часточок складають ендокринні клітини (тиреоцити) двох типів:
- фолікулярні — утворюють фолікули
- інтерфолікулярні — утворюють невеликі острівці епітелію, що лежать між фолікулами. Ці клітини є малодиференційованими і служать джерелом утворення нових фолікулів ЩЗ

### Фолікул
Фолікулярні клітини є основною структурно-функціональною одиницею ЩЗ, має округлу форму, стінка якого утворена наступними типамі клітин:
- А-клітини — основний тип клітин. Це активні епітеліальні клітини, які одним шаром лежать на базальній мембрані. Форма клітин змінюється залежно від функціонального стану ЩЗ. У нормі ці клітини кубічної форми, при гіпофункції — вони сплощуються, а при гіперфункції — видовжуються. Ядра за формою відповідають клітинам — у кубічних епітеліоцитах вони сферичні, в плоских і циліндричних мають вигляд сплощеного еліпсоїда. У цитоплазмі тироцитів розташована добре розвинута гранулярна ендоплазматична сітка, комплекс Гольджі, вільні рибосоми та полісоми. Апікальна поверхня клітин вкрита короткими мікроворсинками, кількість і висота яких залежить від функціональної активності залози. При гіпофункції їх кількість зменшується, при гіперфункції — збільшується. Функція тироцитів полягає в синтезі, накопиченні і виділенні тиреоїдних гормонів — трийодтироніну та тетрайодтироніну (тироксину), що беруть участь в метаболізмі йоду і синтезі тиреоїдних гормонів;
- В-клітини — малодиференційовані (камбіальні) клітини — попередники А-клітин.

### С-клітини
Крім фолікулярних клітин, у структурі щитоподібної залози також є парафолікулярні або С-клітини. С-клітини лежать поодиноко між базальною мембраною та базальним полюсом тиреоцитів (парафолікулярне розташування), чи між тироцитами (інтрафолікулярне розташування) та складають приблизно 10 % всіх клітин. Це клітини неправильної округлої чи полігональної форми, цитоплазма яких містить добре розвинуті гранулярну ендоплазматичну сітку та комплекс Гольджі, велику кількість секреторних гранул. С-клітини продукують гормон кальцитонін, що бере участь в регуляції кальцієвого обміну.

## Фізіологія

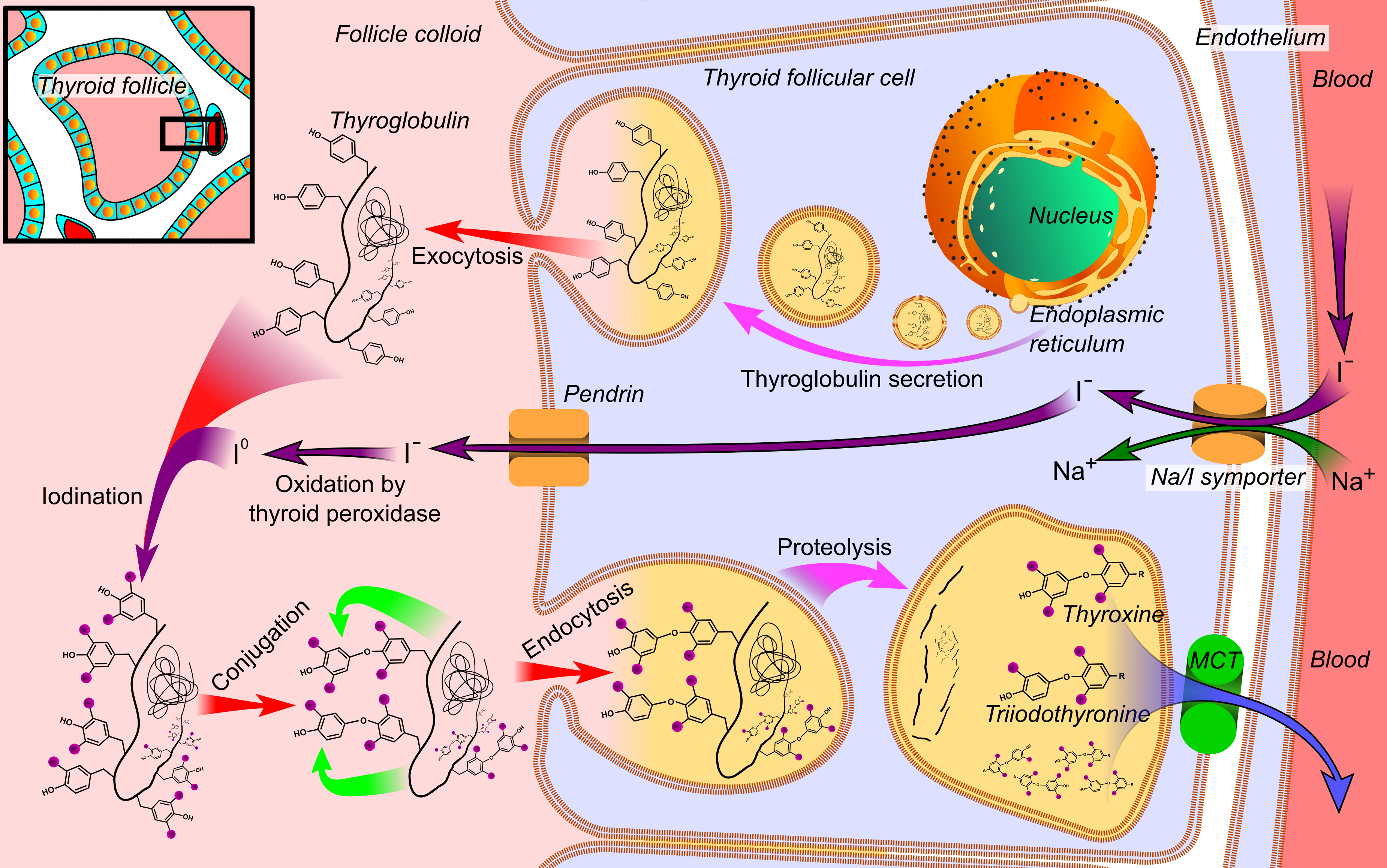
Схема синтезу тиреоїдних гормонів.

Хімічна структура трийодтироніну

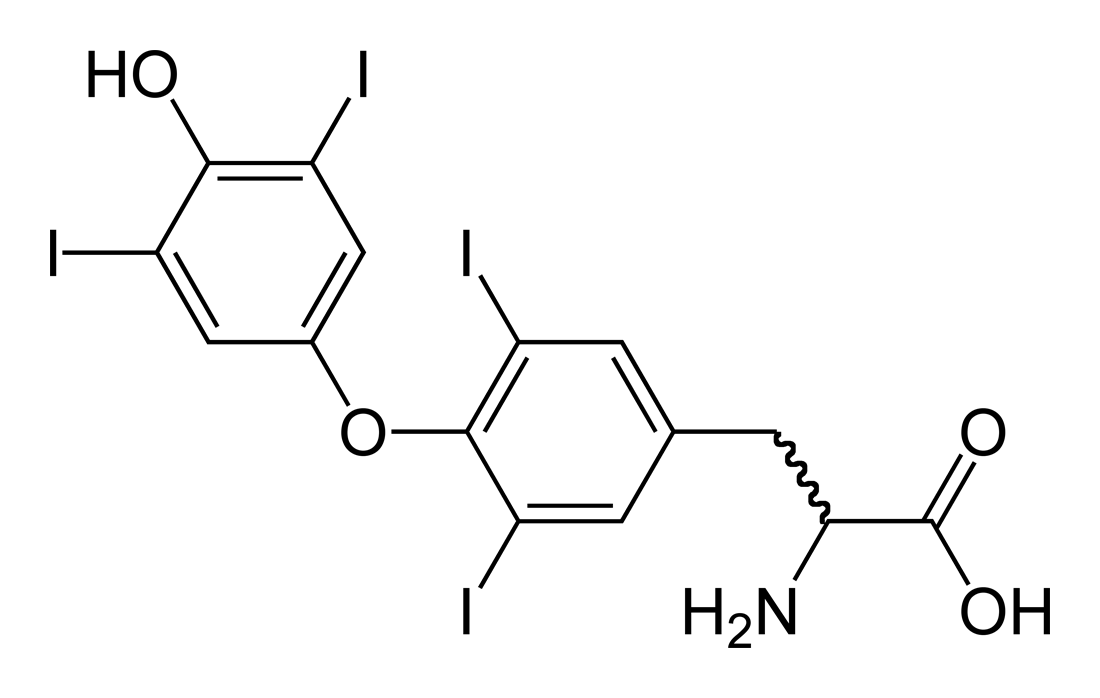
Хімічна структура тироксину

ЩЗ відповідає за секрецію таких гормонів:
- йодовані — тироксин і трийодтиронін (секретуються епітеліальними клінтинами)
- тиреокальцитонін — кальцитонін (секретується парафолікулярними клітинами (С-клітинами)

### Основні тиреоїдні гормони
Тироксин і трийодтиронін утворюються завдяки поетапному йодуванню тиреоглобуліна, основної складової колоїду. Йодування розпочинається з надходження йоду в організм з їжею у вигляді органічних сполук або у відновленому стані. Під час травлення органічний і хімічно чистий йод перетворюється на йодид, який дуже легко всмоктується в тонкому кишечнику до кров'яного русла. Основна маса йодиду концентрується у ЩЗ. Та його частина, що лишається, виділяється з сечею, шлунковим соком, слиною і жовчю. Поглинутий залозою йодид окислюється в елементарний йод. Потім відбуваються зв'язування його у вигляді йодтирозинів і окислювальна їх конденсація в молекули тироксину і трийодтироніну. Співвідношення тироксину і трийодтироніну становить 4:1. Йодування тиреоглобуліну стимулюється особливим ферментом — тиреойодпероксидазою. Виведення гормонів із фолікула в кров відбувається після гідролізу тиреоглобуліну, який відбувається під впливом протеолітичних ферментів — катепсинів. При гідролізі тиреоглобуліну звільняються активні гормони — тироксин і трийодтиронін, які надходять у кров. Обидва гормони у крові перебувають у сполуці з білками глобулінової фракції, а також з альбумінами плазми крові. Тироксин краще зв'язується з білками крові, ніж трийодтиронін, унаслідок чого останній легше проникає в тканини, ніж тироксин. У печінці тироксин утворює парні сполуки з глюкуроновою кислотою, які не мають гормональної активності та виводяться з жовчю в органи травлення. Завдяки процесу дезинтоксикації не відбувається збиткове насичення крові гормонами ЩЗ.
Названі гормони впливають на морфологію та функції органів і тканин. При видаленні ЩЗ в експериментальних тварин і при гіпотиреозі у людей молодого віку спостерігаються затримка росту і розвитку майже усіх органів, зокрема статевих залоз, сповільнення статевого дозрівання. Нестача тиреоїдних гормонів у матері несприятливо позначається на процесах диференціації зародка, зокрема ЩЗ. Недостатність процесів диференціації всіх тканин і особливо центральної нервової системи (ЦНС) спричинює ряд тяжких порушень психіки.
Тиреоїдні гормони зв'язуються з відповідними ядерними рецепторами в клітині та стимулюють обмін білків, жирів, вуглеводів, водний і електролітний обмін, обмін вітамінів, теплопродукцію, основний обмін. Вони посилюють окислювальні процеси, процеси поглинання кисню, витрати поживних речовин, споживання тканинами глюкози. Під впливом цих гормонів зменшуються запаси глікогену в печінці, прискорюється окислення жирів. Посилення енергетичних і окислювальних процесів є причиною схуднення, що спостерігається при гіперфункції ЩЗ.
Гормони ЩЗ вкрай необхідні для розвитку мозку. Вплив гормонів на ЦНС проявляється зміною умовнорефлекторної діяльності, поведінки. Підвищена їх секреція супроводжується збудливістю, емоційністю, швидким виснаженням. При гіпотиреоїдних станах спостерігаються зворотні явища — кволість, апатія, ослаблення процесів збудження. Тиреоїдні гормони значною мірою впливають на стан нервової регуляції органів і тканин. Унаслідок підвищення активності вегетативної, переважно симпатичної, нервової системи під дією тиреоїдних гормонів прискорюються серцеві скорочення, збільшується частота дихання, посилюється потовиділення, порушуються секреція і моторика травного каналу. Крім того, тироксин знижує здатність крові до зсідання внаслідок зменшення синтезу в печінці та інших органах чинників, які беруть участь у процесі зсідання крові. Цей гормон пригнічує функціональні властивості тромбоцитів, їх здатність до адгезії (склеювання) і агрегації. Гормони ЩЗ впливають на ендокринні та інші залози внутрішньої секреції. Про це свідчить той факт, що видалення ЩЗ призводить до порушення функції всієї ендокринної системи.

### Кальцитонін
Утворюється парафолікулярними клітинами ЩЗ, які розташовані за її залозистими фолікулами. Він бере участь у регуляції кальцієвого обміну. Вторинним посередником дії кальцитоніну є цАМФ. Під впливом гормона рівень кальцію в крові знижується. Це пов'язано з тим, що він активізує функцію остеобластів, які беруть участь в утворенні нової кісткової тканини, і пригнічує функцію остеокластів, які її руйнують. Разом із тим кальцитонін гальмує виведення кальцію з кісткової тканини, сприяючи відкладенню його у ній. Крім того, кальцитонін гальмує всмоктування кальцію і фосфатів з ниркових канальців в кров, таким чином сприяючи їх виведенню із сечею з організму. Під впливом кальцитоніну знижується концентрація кальцію у цитоплазмі клітин. Це відбувається внаслідок того, що гормон активізує діяльність кальцієвої помпи на плазматичній мембрані і стимулює поглинання кальцію мітохондріями. Вміст кальцитоніну в крові збільшується під час вагітності та годування дитини грудьми, а також у період відновлення цілості кістки після перелому. Регуляція синтезу і вмісту кальцитоніну залежить від рівня кальцію в крові. При його високій концентрації кількість кальцитоніну зменшується, при низькій, навпаки, зростає. Крім того, утворення кальцитоніну стимулює гормон травного каналу гастрин. Викид його у кров сповіщає про надходження кальцію в організм з їжею.
Кальцитонін — діагностичний маркер медулярного раку ЩЗ.

## Механізм дії гормонів ЩЗ
Встановлено, що їх дія на клітинному та субклітинному рівнях пов'язана із різноплановим впливом на мембранні процеси, на мітохондрії, на ядро, на білковий обмін, на процес обміну ліпідів і на нервову систему

## Регуляція функцій ЩЗ
Контроль за діяльністю ЩЗ має каскадний характер. Передусім пептидергічні нейрони в преоптичній ділянці гіпоталамуса синтезують і виділяють у ворітну вену гіпофіза тиреотропін-релізинг-гомон (або тиреорелін, тиреоліберин скорочено ТРГ). Під його впливом у аденогіпофізі секретується тиреотропний гормон (ТТГ), який заноситься кров'ю в ЩЗ і стимулює в ній синтез та викид тироксину і трийодтироніну. Вплив ТРГ моделюється рядом чинників і гормонів, насамперед рівнем гормонів ЩЗ в крові, які за принципом зворотного зв'язку гальмують чи стимулюють утворення ТТГ в гіпофізі. Інгібіторами ТТГ також є глюкокортикоїди, соматостатин, дофамін. Естрогени, навпаки, підвищують чутливість гіпофіза до ТРГ. На синтез ТРГ у гіпоталамусі впливає адренергічна система, її медіатор норадреналін, який, діючи на альфа-адренорецептори, сприяє виробленню і виділенню ТТГ у гіпофізі. Його концентрація також збільшується при зниженні температури. Лікування при вузловому і дифузному зобі щитоподібної залози має бути спрямоване на зменшення функціонального навантаження на цей орган. Це дозволить їй, працюючи в звичайному режимі, не привертати свої додаткові можливості і відновлювати свою тканину за рахунок регенерації.

## Порушення функцій ЩЗ
Її порушення можуть супроводжуватися як підвищенням, так і зниженням її гормонотворчої функції. 
Якщо гіпотиреоз розвивається в дитячому віці, то буває кретинізм. При цьому захворюванні спостерігається: 
- затримка росту;
- порушення пропорцій тіла;
- затримка статевого та психічного розвитку.

Гіпотиреоз може зумовити інший паталогічний стан — мікседему (слизовий набряк). У хворих відзначається збільшення маси тіла за рахунок надмірної кількості міжтканинної рідини, одутлість обличчя, психічна загальмованість, сонливість, зниження інтелекту, розумова відсталість, порушення статевих функцій та всіх видів обміну речовин. Захворювання розвивається переважно в дитячому віці та в клімактеричний період, однак і дорослі люди в не клімактеричний період можуть страждати від пониженої функції щитоподібної залози. 
При гіперфункції залози розвивається тиреотоксикоз. У деяких географічних регіонах (Карпати, Волинь та ін.), де спостерігається дефіцит йоду у питній воді, населення хворіє на ендемічний зоб.
Для профілактики розладів щитоподібної залози використовують спеціальні біологічно активні добавки сполук йоду, селену. Однак для цієї мети категорично заборонено вживати аптечний розчин йоду. 
Для оцінки функції ЩЗ в клініці використовують ряд проб: 
- введення радіонуклідів — йоду-131, технецію;
- визначення основного обміну;
- дослідження за допомогою ультразвуку;
- встановлення концентрації тиреотропного гормону гіпофіза — ТТГ;
- визначення концентрацій гормонів щитоподібної залози: трийодтироніну та тироксину в крові.

Терапія розладів функцій щитоподібної залози спрямована на лікування розладів, які спричинюють порушення функцій щитоподібної залози, та відповідною гормональною терапією гормонами щитоподібної залози.

## Новоутворення щитоподібної залози

### Злоякісні
- Папілярний рак
  - Фолікулярний варіант папілярного раку
- Фолікулярний рак щитоподібної залози
- Низько-диференційований рак
- Недиференційований рак (анапластичний рак щитоподібної залози)
- Медулярний рак щитоподібної залози
- Лімфома щитоподібної залози
- Плоскоклітинна карцинома (англ. Squamous cell carcinoma)

### Доброякісні
- Нетоксичний вузловий зоб
- Тиреотоксичний вузловий зоб

## Походження
Щитоподібна залоза в ході еволюції виникла з ендостиля — жолобкоподібного органу на черевному боці глотки у примітивних хордових. Він містить залозисті та війчасті клітини, виробляє та рухає слиз, до якого прилипають частки їжі, а також поглинає йод та виділяє тиреоїдні гормони. У міног перетворення ендостиля на щитоподібну залозу спостерігається в онтогенезі. Ендостиль або щитоподібна залоза є в усіх хордових; це одна з небагатьох їх спільних анатомічних ознак.

## Всесвітній день щитоподібної залози
25 травня — Всесвітній день щитоподібної залози (World Thyroid Day) — запропоновано відзначати 2008 року на конгресі Європейської тіреоїдної асоціації (European Thyroid Association). Заходи, що проводяться у рамках проведення цього дня, спрямовані на:
- підвищення обізнаності суспільства про здоров'я щитоподібної залози;
- санітарно-просвітницьку роботу з населенням щодо профілактиці захворювань щитоподібної залози;
- розробку нових методів лікування захворювань щитоподібної залози.

Тема Всесвітнього дня щитоподібної залози 2021: "Це — не Ви. Це — Ваша щитоподібна залоза", — спрямована прояснити, що захворювання щитоподібної залози приводять до симптомів, які часто невірно інтерпретуються постраждалими.